# Хантеров синдром
Хантеров синдром или мукополисахаридоза тип 2 (МПС2) је болест из групе рецесивно наслеђених метаболичких поремећаја, разградње и депоновања киселих глукозаминогликана у лизозомима, познатих и под називом мукополисахаридозе (МПСс). Узроковане недостатком лизозомских ензима потребних за деградацију мукополисахарида или глукозаминогликана (ГАГс), пре свега липида, због немогућности разградње, МПС се карактериду таложењем у организму и појавом патолошких промена у јетри, централном нервном систему и другим органима
До данас је познато да једанаест различитих лизозомских ензимских аномалија узрокује 7 различитих и признатих фенотипова МПС. Сви типови мукополисахаридоза наслеђују се аутозомно рецесивно, осим Хантеровог синдрома, који је наслеђује рецесивно преко X хромозома.
Болест од које болују искључиво дечаци, први је описао Чарлс А. Хантер, по коме је и добила назив.

## Историја
Почетком 1900-их, Гертрад Хурлер и Чарлс А. Хантер први су описали пацијента са МПС, чији метаболички поремећаји данас носе њихова имена (мукополисахаридоза тип 1 (МПС 1) — Харлеров синдром, мукополисахаридоза тип 2 (МПС 2) — Хантеров синдром); док су накнадно откривеним типовима мукополисахаридоза додељени бројеви и епоними који су лабаво повезани са хронологијом и порекло њихових извештача.
Мукополисахаридозу тип 2, касније названу Хантеров синдром првије је описако канадски лекар Чарлсу А. Хантеру (Charles A. Hunter, 1873—1955), 1917. године. Он је утврдио да се овај за Х-везани рецесивни поремећај, карактерише недостатком лизозомског ензима идуронатне 2-сулфатазе (која је такође означена као дефицијент И2С или дефицијент идуронатне сулфатазе (ИСД)), чији недостатак доводи до накнадне акумулације хепаран сулфата и хондроитин сулфата Б (дерматан сулфата) у телу.
Шеснаест година касније, лекари Binswanger и Ullrich су сковали термин мултиплеозни дисостозни систем да би описали констелацију скелетних налаза специфичних за особе са мукополисахаридозом (МПС) и друге поремећаје лизозомног депоновања.
Доктор Брант је 1952. године изоловао мукополисахариде из хепатичног и менингеалног ткива код пацијената са мукополисахаридозом (МПС); и увео израз мукополисахаридоза за описивање ове породице болести. 
Године 1957. Dorfman и Lorincz развили клиничке анализе за детекцију мукополисахарида у урину. Док су Најфелд и сарадници крајем шездесетих година 20. века, су утврдили да се акумулација мукополисахарида у фибробластима код пацијената са Харлеровим (МПС 1) и Хантеровим (МПС 2) синдромом може кориговати тако што се култивишу фибробластима или екстрактима ткива пацијената са различито дијагностикованим МПС. То је довело до пречишћавања и накнадне идентификације сваког дефектног лизозомског ензима унутар синдрома мукополисахаридоза.

## Епидемиологија

### Учесталост
Инциденца Хантеровог синдромна на глобалном нивоу је тренутно непозната, делимичнои зато што многи болесници умиру веома млади. Према објављеним истраживањима процењује се да је она око 1 случај на 34.000 у Израелу, 1 на 111.000 у Британској Колумбији и 1 на 132.000 у Уједињеном Краљевству.. Недавне студије из Немачке и Холандије објављују укупну инциденцу од 1 случај у 140.000—330.000 живорођених, и 1 случај на 77.000 новорођених мушкараца.

### Морталитет/морбидитет
Препозната су два типа Хантеровог синдрома; тешки облик, означен као тип А (МПС IIA), и блажи облик, означен као тип Б (МПС IIБ). Ови облици представљају два крајњости у клиничком спектру озбиљности. Разлика је клинички заснована јер је активност идуронат сулфатазе (ИДС) подједнако депресивна у лабораторијском тесту који се користи за дијагнозу оба типа Хантеровог синдрома.
МПС IIA
Познат и као тешки тип — има клиничке карактеристике сличне онима које су примећене код Харлеровог синдромом, осим што се не појављује замагљивање рожњаче и мултисистемске промене не напредује брзо као што се види у Харлеровом синдрому. МПС IIA, клиничке манифестације постају очигледне у првих неколико година живота. Развој деце је успорен и често са оштећењем слуха које прогредира ка глувоћи. Компликације код старијих болесника са МПС IIA укључују синдром карпалног тунела са променама на медијалном нерву и дегенеративном болешћу кукова. Касна спора систематска соматска и неуролошка прогресија на крају доводи до смрти у адолесценцији; међутим, неки пацијенти могу живети до друге и треће деценији живота. Узрок смрти је често кардиопулмонална инсуфицијенција секундарна опструкције горњег дисајног пута и кардиоваскуларна инволуција. Инциденција изненадне смрти је око 11%.
МПС IIБ
Деца са МПС IIБ (благи тип) — подсећају на дечији облик Hurler/Scheie (MPS IH/S) или Scheie syndromes (MPS IS). Ова деца обично имају нормалан ниво интелигенције, али могу развити секундарну опструкцију дисајних путева због акумулације мукополисахарида у трахеји и бронхијама. Пацијенти преживе до одраслог доба и могу живети до седме деценији живота. Код већина пацијената ће се развити валвуларна болест срца.

### Раса
Хантеров синдром нема расне разлике; међутим, забележена је већа инциденција болести у јеврејској популацији која живи у Израелу.

### Пол
Наслеђивање је рецесивно и везано за Х-хромозом, а погођени мушкарци се обично не репродукују. 
Поремећај се повремено дијагностикује код жена услед искривљене Х-инактивације, уз активни Х-хромозом који преноси мутацију у алелу идуронат сулфатазе (ИДС).

### Старост
МПС IIА се, у начелу, дијагностикује код деце у доби од 2—4 године, док се МПС IIБ не дијагностикује до адолесценције или одрасле доби.

## Етиопатогенеза
Хантерова синдром, који спада у генетичко− етаболитичке болести, је мукополисахаридоза тип 2 (МПС2), која настаје због недостатка ензима индуронат-2-сулфатазе, који учествује у разграњи полисахарида гликозаминогликана (ГАГ). Недостак овог ензима код оболелих доводи до тога да се гликозаминокликани накупљају у лизозомима, и узрокује поремећај функције ћелија ткива и органа. Поред тога код ове болести се такође нагомилавају у бројним ткивима дерматан и хепаран сулфата.
Код Хантеровог синдрома због недостатак ензима који разлаже сложене липиде, они не могу да се разграђјују и нагомилавају се у организму у коме врше оштећење јетре, срца, централног нервног система и друге органе, што оболелој деци даје специфичан изглед.
Генетика
Хантеров синдром наследђује се рецесивно преко X хромозома. Искључиво се јавља код дечака и врло је ретко обољење.

## Клиничка слика
Хантеров синдром има блажу клиничку слику, у односу на Морбус Хурлер. Степен менталне ретардације је блажи. Скелетни деформитети су мање изражени (немају гибус, већ само благу кифозу). Рожњача је бистра, без замућења. Прогресија болести је спорија и оболели обично живе дотреће деценије живота.

## Дијагноза
Поставља се на основу анамнезе родитеља оболелог детета и клиничке слике и н лабораторијским анализама
Лабораториске анализе
Од лабораторијских анализа врши се 
- мерење активности ензима индуронат-2-сулфатазе (И2С) у узетој крви — тестирање И2С активности у серуму или белим крвним зрнцима,
- биопсија коже у кожним фибробластима
- генетичко испитивање — засновано на детекцији патогене варијанте у ИДС-у што потврђује дијагнозу Хантеров синдром код мушкараца, а може бити корисно и код особа са необичним фенотипом или фенотиповима који се не подударају са резултатима анализе глукозамингликена (GAG).[16]

## Диференцијална дијагноза
У диференцијалној дијагноси треба имати у виду следеће болести, заправо подтипове мукоплосахаридозе:
- Санфилипов синдром (мукополисахаридоза тип III),[17]
- Слај синдром (мукополисахаридоза тип VII),[18]
- Мукополисахаридоза тип I H/S,
- Мукополисахаридоза тип I H,
- Мукополисахаридоза тип I S,
- Вишеструка дефицијенција сулфатазе.

## Терапија
Иако постоји супституциона ензимска терапија која значајно прдужава живот болеснику, она не утиче на промене у централном нервном систему. 

### Ензимска супституциона терапија
Идурсулфаза (Elaprase) је лек који се користи у терапији Хантеровог синдрома. Идурсулфаза је пречишћена форма људске идуронат-2-сулфатазе, лизозомалног ензима, који хидролизује 2-сулфатне естре терминалних идуронатних сулфатних остатака са гликозаминогликана дерматан сулфата и хепаран сулфата у лизозомима разних ћелијских типова. Производи се применом рекомбинантне ДНК технологије на људској ћелијској линији.

### Терапија у истраживању
Тренутно је у фази истраживања, терапије заснована на директном апликовању лека у мозак, који може да утиче на редукцију промена и у централном нервном систему. Међутим докази су ограничени с обзиром да постоји јако мало рандомизираних клиничких испитивање у медицинској литератури. У поређењу с плацебомом, докназано је да је лечење идурсулфазом особа са Хантеровим синдромом довело до одређених побољшања хода и до смањења излучивања абнормалних мукополисахарида у мокраћи. За сада није пронађен доказ доступан у литератури који би показивао да тај поступак смањује компликације болести везане уз квалитет живота и смртност.